# Incipit vita nova
Incipit vita nova (ou Dante et Béatrice dans le jardin) est une peinture de style préraphaélite réalisée en 1903 par le peintre Cesare Saccaggi de Tortone. L'œuvre constitue l'apogée de la carrière du peintre italien.
Grâce à la vente de cette œuvre sur le marché parisien et à la collaboration avec la Maison Goupil, Cesare Saccaggi est devenu un artiste riche et célèbre ; retourné à Tortone, il y fait construire une somptueuse villa.

## Description
Dans ce tableau, Dante Alighieri et sa muse inspirante, Beatrice Portinari, sont représentés en couple, bien que cela ne se soit jamais produit dans la réalité. Leurs coiffes et fleurs, rendues avec une grande habileté, créent une atmosphère mystique ; la façon dont Dante regarde Béatrice montre clairement qu'il est amoureux d'elle, tandis que Béatrice est représentée en train de lever les yeux, comme si elle recevait un message divin.
Les deux personnages ont été peints dans les moindres détails : les cheveux, le teint et la robe de Béatrice sont rendus avec une précision magistrale et une attention aux détails.
La scène se déroule à Florence à l'intérieur du giardino Bardini, qui existe toujours, dans une atmosphère enchantée, paradisiaque, idéalisée, tandis qu'au-delà de la balustrade, il est possible de voir le monde réel, la ville de Florence avec ses principaux monuments. De ce côté de la balustrade le monde idéal ; au-delà, le monde réel.